# باتريك كوربن
باتريك كوربن (بالإنجليزية: Patrick Corbin)‏ هو لاعب كرة قاعدة أمريكي، ولد في 19 يوليو 1989 في كلاي في الولايات المتحدة.

## وصلات خارجية
- باتريك كوربن على موقع دوري كرة القاعدة الرئيسي (الإنجليزية)
- باتريك كوربن على موقعبيزبول رفرنس.كوم (الدوري الرئيسي) (الإنجليزية)
- باتريك كوربن على موقعبيزبول رفرنس.كوم (الدوري الثانوي) (الإنجليزية)
- باتريك كوربن على موقع إي إس بي إن.كوم (أم.أل.بي) (الإنجليزية)
- باتريك كوربن على موقع مشجعي الرسوم البيانية (الإنجليزية)